# Сборная Люксембурга по хоккею с шайбой
Сборная Люксембурга по хоккею с шайбой (фр. Équipe du Luxembourg de hockey sur glace, люкс. Lëtzebuerger Äishockeynationalequipe, нем. Luxemburgische Eishockeynationalmannschaft) представляет Люксембург на международных турнирах по хоккею с шайбой. Управляется Федерацией хоккея Люксембурга (фр. Federation luxembourgeoise de hockey sur glace).

## История
Занимает 44-е место в мировом рейтинге хоккейных сборных ИИХФ (2024). Является членом ИИХФ с 1912 года. Цвет игровой формы соответствует цветам национального флага Люксембурга, сине-красно-белым. С сентября 2016 года сборную тренирует немецкий специалист Петр Фицал. В настоящий момент выступает в 3-м мировом дивизионе, в 2007 году на Чемпионате мира среди команд 3-го дивизиона, в матче плей-офф за право выхода во 2-й дивизион уступила в овертайме сборной Ирландии. В Олимпийских хоккейных турнирах участия не принимала. С 2012 по 2015 гг. сборную тренировал российский специалист Владимир Кузнецов.

## Борьба за выход на Олимпийские игры
В 2019 году международная федерация приняла решение увеличить количество сборных которые могут принять участие в соревнованиях за выход на Олимпийские игры. К июню 2019 года были сформированы отборочные и квалификационные группы за выход на XXIV Зимние Олимпийские игры и Люксембург вошёл в одну из двух самых первых групп. Однако вскоре последовали отказы от целого ряда сборных. После этого Люксембургу было доверено проведение турнира в предквалификацию (группа N). В начале ноября 2019 года в деревушке Кокельшойер и состоялся этот турнир. Хозяева выступили не удачно и заняли третье место.

## Результаты выступления последних лет на Чемпионатах мира
| Год  | Дивизион | Место         |
| ---- | -------- | ------------- |
| 2002 | II (B)   | 6 (вылет)     |
| 2003 | III      | 2 (повышение) |
| 2004 | II (A)   | 6 (вылет)     |
| 2005 | III      | 3             |
| 2006 | III      | 5             |
| 2007 | III      | 3             |
| 2008 | III      | 3             |
| 2009 | III      | 3             |
| 2010 | III      | 3 (группа А)  |
| 2011 | III      | 4             |
| 2012 | III      | 3             |
| 2013 | III      | 3             |
| 2014 | III      | 3             |
| 2015 | III      | 3             |
| 2016 | III      | 3             |
| 2017 | III      | 1 (повышение) |
| 2018 | II       | 6 (вылет)     |
| 2019 | III      | 4             |